# Regione di ǁKaras
La regione di ǁKaras è una regione della Namibia con capoluogo Keetmanshoop e 69 329 abitanti al censimento 2001, dei quali il 54% vive in aree urbane e il rimanente 46% in aree rurali.
È situata nella parte meridionale del paese.

## Società

### Lingue e dialetti
La popolazione si divide in 3 gruppi linguistici differenti: il 40% parla l'afrikaans, il 26% il damara e il 23% l'oshiwambo.

## Geografia antropica

### Suddivisioni amministrative
La regione è suddivisa in 6 distretti elettorali:
- Berseba
- Karasburg
- Keetmanshoop Rurale
- Keetmanshoop Urbano
- Lüderitz
- Oranjemund